# Thouet
Il Thouet (fluvius Toarus) è un fiume francese, affluente della Loira, che scorre nella regione della Nuova Aquitania (dipartimenti delle Deux-Sèvres e di Maine e Loira).

## Descrizione
Il fiume nasce presso la città di Parthenay e, dopo 142 km di percorso, si getta nella Loira presso Saumur, in origine con una foce a delta della quale sono in seguito scomparsi alcuni bracci.
Scorre in una valle con pendii dolci, formata principalmente di residui alluvionali e ha come principali affluenti il Cébron, il Thouaret, l'Argenton (a sua volta derivato dalla confluenza dell'Argent e del Tori), il Douet e la Dive.
Lungo il suo corso si trovano abbondanti resti storici: un ponte romano presso Gourgé, il castello di Saint-Loup-sur-Thouet, il ponte di Vernay e il villaggio di Airvault, con il "Vecchio ponte" di Saint-Généroux, del XIII secolo.
La Comunità di comuni della Valle del Thouet (Communauté de Communes du Val du Thouet) comprende gli 8 comuni di Maisontiers, Tessonnière, Louin, Saint-Loup-Lamairé, Gourgé, Lamairé, Le Chillou e Assais-les-Jumeaux.